# Muhammad Bak
Muhammad Bak zwana też Bab an-Najrab – dzielnica Aleppo leżąca w obrębie jego starego miasta. W 2004 roku liczyła 16 771 mieszkańców.